# Orlowka (Ket)
Die Orlowka (russisch Орловка) ist ein 327 km langer rechter Nebenfluss des Ket in der Region Krasnojarsk und in der Oblast Tomsk im Einzugsgebiet des Ob.

## Verlauf
Die Orlowka hat ihren Ursprung im 171 m hoch gelegenen Burgunkui-See (озеро Бургункуй). Von dort fließt sie in südlicher und südwestlicher Richtung durch das Westsibirische Tiefland, bevor sie in den Ket mündet. Der Fluss entwässert eine Fläche von 9010 km². Zwischen Oktober und Ende Mai ist der Fluss von einer Eisschicht bedeckt. Rechte Nebenflüsse sind Togandra, Jakynr (Nischni Lanket), Tschurbiga, Rassomacha, Jewstignejewo und Myssukke. Linke Nebenflüsse sind Kawoikyke und Indyke. Am Pegel Druschny (Дружный), 29 km vor ihrer Mündung, beträgt der mittlere Abfluss der Orlowka 63,5 m³/s. Im Mai liegt das Monatsmittel bei 217 m³/s, im März bei 24 m³/s. Auf der Orlowka wird Fliegenfischerei betrieben.